# 莱辛顿大道599号
莱辛顿大道599号（英語：599 Lexington Avenue），是位于纽约市高653英尺（199米）、50层的摩天大楼。1984年，该大楼所在地段以8400万美元的价格被买下，并与1986年完工。
它是纽约市第52高的建筑。